# Rhodostrophia alexandraria
Rhodostrophia alexandraria är en fjärilsart som beskrevs av Otto Staudinger 1892. Rhodostrophia alexandraria ingår i släktet Rhodostrophia och familjen mätare. Inga underarter finns listade.